# MTV音樂錄影帶大獎
MTV音樂錄影帶大獎（簡稱VMA）是美国MTV自1984年开始颁发的流行音乐奖项，以青少年流行音乐聞名。至2001年，VMA已成為藝人相爭、大眾追捧的奖项。颁奖典礼通常于每年的8月底或9月初举行，奖杯为登月宇航员雕像，这也是MTV早期的象征。

## 概述

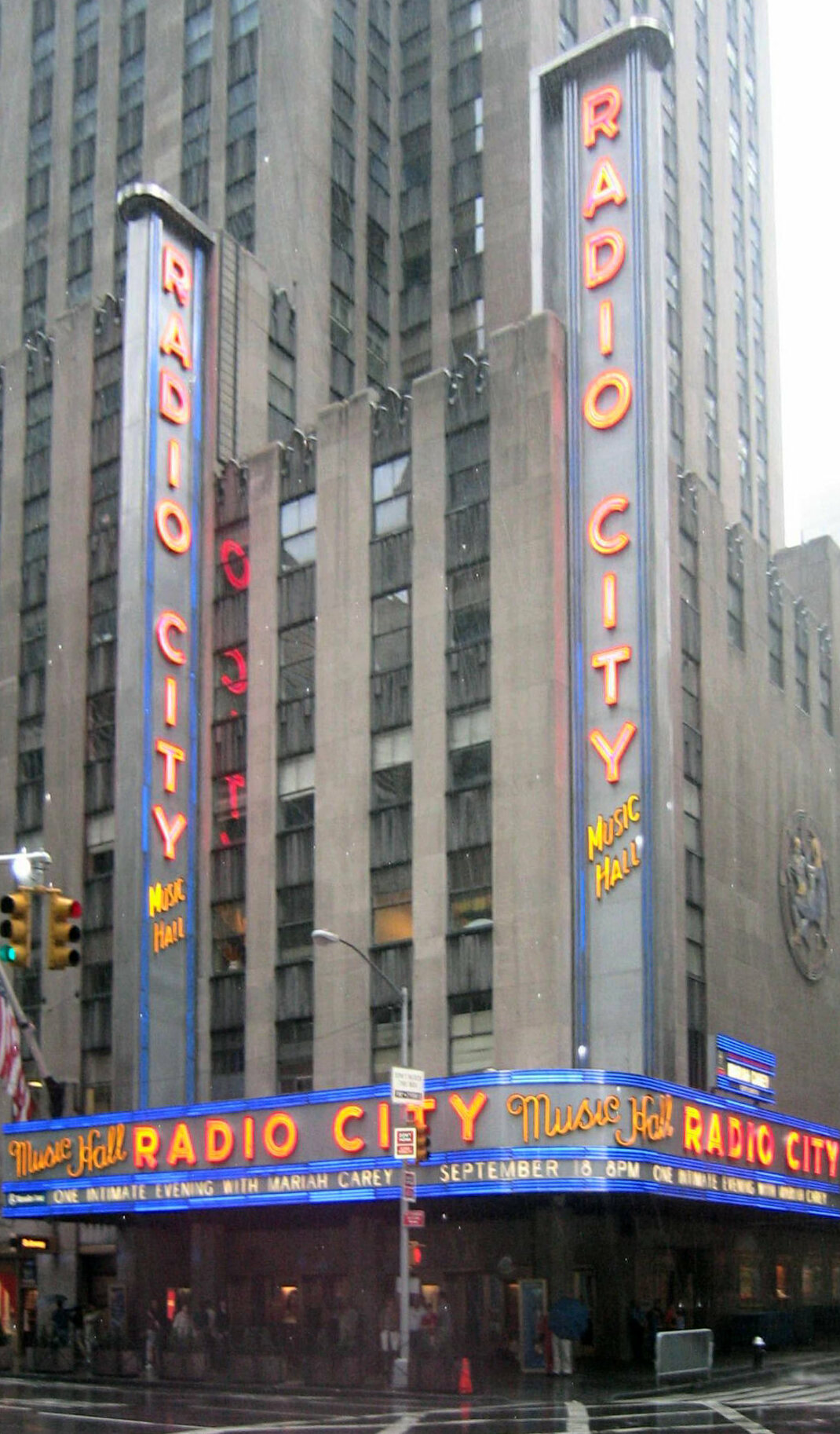
无线电城音乐厅，13届VMA颁奖典礼举办地，包括第一届

VMA已经成为一代最流行的乐队和歌手齐聚一堂的流行文化盛会。这么多年来，VMA现场无论怎样疯狂的表演都会现场直播（当然，太过火的镜头在重播时会被剪掉），这让VMA迅速积累人气。
节目之前，会有1到2个小时时间播出一些准备情况，主持人采访。整个颁奖典礼会持续2到3个小时，之后便是post-show。

## 历年值得紀念的重要時刻

### 20世纪80年代

#### 1984
在1984年首届VMA颁奖典礼上，頭戴白紗身著新娘禮服的瑪丹娜演唱她的新歌《宛如處女》。表演到一半時，她拿掉新娘頭紗放下頭髮，腰間繫著「Boy Toy」字樣腰帶頭，並在舞台上作出引人遐想的翻滾動作。當時這場驚世駭俗的演出，不僅令瑪丹娜聲名大噪，新專輯狂銷一千萬張，日後更成了「MTV歷史上25個經典時刻」之一。
在颁发最佳女歌手奖之前，辛蒂·羅波说了一堆话解释说“女孩只是希望找些乐子”（《女孩只想玩樂》）。

#### 1986
剛出道的美聲天后惠妮·休斯頓，受邀在1986年VMA颁奖典礼上演出，她唱了《How Will I Know》和《Greatest Love of All》兩首冠軍歌曲。當時的MTV還是以白人歌手為主，惠妮·休斯頓是少數幾位受MTV台青睞的黑人歌手之一。

#### 1988
在1988年VMA颁奖典礼上，麥可·傑克森首次在VMA上露面，演唱了《Bad》，同时获得了视频先锋奖。

### 1990年代

#### 1990
R&B組合新版本合唱團的各成員包括BBD、巴比·布朗、Johnny Gill及Rizz聚首，並表演一連串歌舞。當晚的表演高潮則是瑪丹娜打扮成18世紀的法國艷后瑪麗·安東妮，以宮廷版本呈現她的最新冠軍單曲《Vogue》。

#### 1991
『音樂錄影帶先鋒獎』（MTV Video Vanguard Award）（亦稱「終身成就獎」），在此年改名為『迈克尔·杰克逊音乐视频先锋奖』（Michael Jackson Video Vanguard Award）。

### 21世紀2000年代

#### 2001
美國流行男子演唱團體超級男孩在頒獎典禮上，演唱一曲《Pop》，神秘嘉賓為麥可傑克森帶來精彩表演即興舞蹈，獲得全場掌聲。

#### 2003
20年前瑪丹娜在首屆VMA的頒獎典禮上，以一曲《Like A Virgin》成為VMA的經典時刻，20年後瑪丹娜與小甜甜布蘭妮、克莉絲汀·阿奎萊拉和嘻哈教母蜜西·艾莉特攜手以《Like A Virgin / Hollywood》再現這位流行天后當年的風采。而表演到一半瑪丹娜與小甜甜布蘭妮的女女接吻秀更是造成話題。

#### 2009
在該屆颁奖典礼，創作歌手泰勒絲以《You Belong with Me》获得最佳女歌手錄影帶獎。当她正在发表获奖感言时，饒舌歌手肯伊·威斯特上台抢走话筒，对泰勒絲说：“小泰，（你获奖了）我确实为你感到高兴，我会让你把话说完的。但是（我想先说一句）碧昂絲才是最棒的，她一直都是。” 稍晚碧昂丝获得最佳年度錄影帶獎時，她将时间留给泰勒絲完成被中断的得奖感言。
碧昂絲穿着15厘米的高跟鞋和二十多个舞者一起表演了《Single Ladies (Put a Ring on It)》。
女神卡卡表演了《Paparazzi》，在台上看起来像出血的她把观众都吓了一跳，但其实那是衣服上一个特殊的装置的效果。

### 2010年代

#### 2010
女神卡卡在該屆打破记录，一人获得13项提名，並捧走8项大奖（其中七个奖项都是歌曲《Bad Romance》，另一个是《Telephone》）。她穿着那身备受争议的生牛肉裝上台领奖，並将她下一張专辑的名字《Born This Way》公诸于众，同时还清唱了两句新歌。

#### 2011
碧昂絲在表演結束後大方公開懷孕喜訊，搶盡得獎者風采。
女神卡卡依舊不改其特立獨行的穿著個性，化名為「Jo Calderone」並打扮男裝成為全場焦點，同時也演唱了新專輯《Born This Way》中的〈Yoü and I〉。Lady Gaga擔任頒獎人，頒發了「Michael Jackson Video Vanguard Award」給Britney Spears，當時Lady Gaga是裝扮成她的分身角色「Jo Calderone」，他向Britney Spears索取一個親吻，但是被拒絕了，Britney Spears逗趣地說：「我已經做過了。」，她指的是在2003年在VMA頒獎典禮上與瑪丹娜的親吻。
當晚Lady Gaga還與傳奇搖滾樂團Queen的吉他手Brian May一起表演，來自她的平權神專《BORN THIS WAY》的新單曲〈Yoü and I〉，Lady Gaga帶著「Jo Calderone」的分身發表了長達3分鐘的演講，之後坐到鋼琴前自彈自唱〈Yoü and I〉，唱到一半換了鄉村搖滾曲風，站到舞台中央與一群男人們/舞群又唱又跳（鏡頭有照到看傻眼的 Justin Bieber ），後段介紹刷著刷電吉他的「Brian May」出場掀起今晚最高潮，Lady Gaga唱嗨了坐在鋼琴上邊喝酒邊唱歌，最後還站上了鋼琴又唱又跳，從鋼琴下來時不慎滑倒（鏡頭照到了 Adele 嚇到與關懷的情緒表現），但沒有影響她傑出的現場演唱，最終在Brian May確振奮人心的琴弦下結尾，並獲得了滿堂彩！
Jo Calderone的三分鐘演講：「嘿！我是Jo Calderone，算是個痞子吧？Gaga，對就是她！Lady Gaga，她居然放我鴿子，她說頒獎的『開場』一向都很棒！所以真漢子，我、就是說我，我就是那個鐵錚錚的漢子，我們都瘋了，我承認我的確瘋了，可是她不也是一樣，她X的瘋了嗎？對吧！我的意思是她一但她X的『起痟』起來可是凡人都無法擋！舉例來說：她早上起床，穿上高跟鞋，進去洗手間我聽見嘩啦嘩啦水聲四溢，她濕答答的走出來，居然還穿著高跟鞋？還有她那一頭長髮，一開始我還覺得或許有些性感，可是現在我糊塗了，她說過我只是個窩囊廢，我才不是窩囊廢！我一直覺得她很了不起，我認為她是一位她X了不起的明星，閃耀夜空的美麗巨星，所以你說我還能發出什麼光？我意思是說，如果她對我是真心的話…那我他X的還可以接受，或許她就是如此，或許我該開始重新看待她，或許她一直是如此。可是當她上了舞台，卻是銳不可擋。那聚光燈！閃耀璀璨的燈光總是尾隨她的步伐，有時我甚至懷疑那燈光會跟著回到我家，我相信有一天會，我得過去那了，當她出現時，她會蒙住她的半邊臉，因為她不想讓我看見，但她卻又受不了別人忽視她，我想讓她先開面紗，她說：『開什麼玩笑？我才不要一成不變的只做自我，因為我是百變天后，再來就是 Yoü and I。」開始她播放了許多噓聲「LADY GAGA IS OVER」展現其他藝人的粉絲、酸民與媒體對她的霸凌，演出期間 Lady Gaga 在舞台上巧妙的這只是排練，我真的得過去了…。』

#### 2013
該屆Lady Gaga擔任了頒獎典禮的30週年開幕表演者，首次演唱了來自冠軍專輯《ARTPOP》的最新單曲〈Applause〉，表演也3度變裝，像她過去的3個時期致敬，分別是：《THE FAME》、《THE FAME MONSTER》與《BORN THIS WAY》，最後Lady Gaga穿上她《ARTPOP》其一經典造型「貝殼比基尼」為表演畫下完美句點。

### 2020年代

#### 2020
因应2019冠状病毒病疫情首次不设现场观众，全外景录制，同时增设致敬前线医护工作者的奖项。
Lady Gaga與Ariana Grande為本屆入圍最多藝人，一共9項。最終由Lady Gaga獲得5座獎項成為本屆大贏家。
Lady Gaga成為史上首位獲得「MTV Tricon Award 全能藝人獎」的歌手，來肯定她與眾多藝人的不同與全方位的諸多天賦。當時的介紹詞寫道：
「今年 MTV 要表揚一位無法定義的藝人，說她是三棲藝人還不夠，因為她的才華和影響力彷彿無極限，她把流行音樂變成藝術，她重新定義了時尚，她不只是一位優秀藝人和詞曲創作者，同時也是演技精湛的演員，她還大力推動平權、人權及心理健康，她啟發鼓舞了所有人，Lady Gaga 獨樹一格，今晚MTV以全能藝人獎來表揚她的諸多天賦。」
「全球音樂巨星、獲獎演員、時尚開創先鋒、中堅社運人士，女神卡卡 是一股不可擋的勢力，與眾不同的全方位藝人。史上最暢銷歌手及詞曲創作者，13座VMA獎項、11座葛萊美、6張冠軍專輯、奧斯卡最佳原創歌曲獎、金曲獎最佳迷你電視電影女主角獎，以電影處女作入圍奧斯卡影后，她的MV、現場演出、紅毯時尚，都是十年來流行文化的指標，她推動平權不留餘力，支持關懷年輕人的心理情緒健康，從她踏入音樂圈以來，一直是 LGBTQ 多元性別族群的強力支持者。出乎意料、驚為天人、勢不可擋，MTV 全能藝人獎首位得主，Lady Gaga！」
Lady Gaga表演了組曲《Chromatica II》, 《911》, 《Rain On Me》(ft. Ariana Grande), 《Stupid Love》為本屆最大看點，也是討論度最高的表演。
Lady Gaga在這一年成為「史上首位奪下 MTV VMAs 四大獎大滿貫藝人」，也是目前也是唯一一位（2009「最佳新人」、2010「年度音樂錄影帶」、該屆的「年度歌曲」《Rain On Me》以及「年度藝人」）。

## 各個獎項
| - 最佳年度歌曲（Video of the Year） - 最佳新人（Best New Artist） - Best Pop Video - Best Rock Video - Best Hip-Hop Video - Best K-Pop Video - Best R&B Video - Best Collaboration - Best Direction - Best Choreography - Best Visual Effects - Best Art Direction - Best Editing - Best Cinematography - Video of Good - Song of Summer - Michael Jackson Video Vanguard Award | - Best Overall Performance in a Video (1984–1987) - Most Experimental Video (1984–1987; replaced by Breakthrough Video) - Best Concept Video (1984–1988) - Best Stage Performance in a Video (1984–1989) - Best Post-Modern Video (1989–1990) - Best Long Form Video (1991) - Best Alternative Video (1991–1998) - Best Artist Website (1999) - Best Video from a Film (1987–2003) - International Viewer's Choice (1989–2003; awards for individual regions were created and eliminated in different years) - Best R&B Video (1993–2006) - Best Rap Video (1989–2006) - MTV2 Award (2001–2006) - Viewer's Choice (1984–2006) - Best Video Game Soundtrack (2004–2006) - Best Video Game Score (2006) - Ringtone of the Year (2006) - Best Group Video (1984–2007; awarded as Best Group in 2007) - Quadruple Threat of the Year (2007) - Monster Single of the Year (2007) - Best UK Video (2008) - Best Video (That Should Have Won a Moonman) (2009) - Best Dance Video (1989–2006, 2008, 2010; awarded as Best Dancing in a Video in 2008) - Breakthrough Video (1988–2005, 2009–2010) |

## 获奖最多

### 获奖最多的歌手
| 歌手              | 獲獎次數 |
| ----------------- | -------- |
| 碧昂絲            | 25       |
| 泰勒絲            | 23       |
| 瑪丹娜            | 20       |
| 女神卡卡          | 18       |
| 彼得·蓋布瑞爾     | 13       |
| 阿姆              | 13       |
| R.E.M.            | 12       |
| 賈斯汀·提姆布萊克 | 11       |
| 綠日樂團          | 11       |
| 史密斯飞船        | 10       |
| 防彈少年團        | 10       |

### 单次颁奖典礼上获奖最多
| 歌手          | 年份   | 獲獎次數 | 音樂錄影帶                                             |
| ------------- | ------ | -------- | ------------------------------------------------------ |
| 彼得·蓋布瑞爾 | 1987年 | 10       | "Sledgehammer" (9); Video Vanguard Award (for Gabriel) |
| a-ha          | 1986年 | 8        | "Take on Me" (6); "The Sun Always Shines on T.V." (2)  |
| 女神卡卡      | 2010年 | 8        | "Bad Romance" (7); "Telephone" (1)                     |
| 碎南瓜乐队    | 1996年 | 7        | "Tonight, Tonight" (6); "1979" (1)                     |
| 綠日樂團      | 2005年 | 7        | "Boulevard of Broken Dreams" (6); "American Idiot" (1) |
| R.E.M.        | 1991年 | 6        | "Losing My Religion" (6)                               |
| 瑪丹娜        | 1998年 | 6        | "Ray Of Light" (5); "Frozen" (1)                       |
| Fatboy Slim   | 2001年 | 6        | "Weapon of Choice" (6)                                 |